# Зен (буква финикийского алфавита)
Зен — седьмая буква финикийского алфавита.

## Произношение
В финикийском языке буква зен (𐤆) обозначала звук /z/ — как «з» в слове зуб.

## Происхождение
Как и в случае со всеми буквами финикийского алфавита, согласно наиболее распространённым версиям символ производен от египетского иероглифа. Предполагается, что первоначально пиктограмма, от которой произошёл символ, обозначала оружие на финикийском языке. Отсюда и название буквы.

## Потомки в поздних алфавитах
- (древне)греческий: Ζ, ζ (дзета, зен) для звука ⧼z⧽;
  - кириллица: З, з
  - этрусский: 𐌆 читается ⧼z⧽
    - латиница: Z, z (зет) для звука ⧼z⧽
- арамейский: 𐡆
  - сирийский: ܙ
    - арабский: ﺯ (зайн)

  - еврейский: ז (заин)